# Classic Albums: Nirvana – Nevermind
Classic Albums - Nirvana - Nevermind je dokument vydaný na DVD, který je součástí edice Classic Albums. Tento díl se věnuje americké grungeové skupině Nirvana. Zahrnuje rozhovory se členy kapely a lidmi kolem ní a dále skladby z alba Nevermind. Oficiálně bylo DVD vydáno v březnu 2005.